# Sarcophyton crassifolium
Sarcophyton crassifolium är en orkidéart som först beskrevs av John Lindley och Joseph Paxton, och fick sitt nu gällande namn av Leslie Andrew Garay. Sarcophyton crassifolium ingår i släktet Sarcophyton och familjen orkidéer. Inga underarter finns listade i Catalogue of Life.